# Eryngium foetidum
Eryngium foetidum L., 1753 è una pianta erbacea perenne tropicale appartenente alla famiglia delle Apiacee.
I molti nomi comuni includono culantro, recao, shadow beni, coriandolo messicano, bhandhania, coriandolo lungo, coriandolo a dente di sega e ngò gai. Negli Stati Uniti, il nome comune culantro a volte causa confusione con il coriandolo (cilantro in inglese), un nome comune per le foglie di Coriandrum sativum (appartenente alla stessa famiglia botanica), si dice che Eryngium foetidum assomigli nel gusto al coriandolo ma con un tono di gusto più intenso.

## Distribuzione e habitat
È una pianta originaria del Messico, dei Caraibi, dell'America centrale e meridionale.
È coltivata in tutto il mondo, a volte viene coltivata come annuale nei climi temperati.

## Usi
Eryngium foetidum è ampiamente utilizzato in cucina per condire, marinare e guarnire nei Caraibi, in particolare a Cuba, Repubblica Dominicana, Porto Rico, Trinidad e Tobago, Panama, Guyana, Suriname e nelle regioni amazzoniche dell'Ecuador e del Perù.
È ampiamente utilizzato in Cambogia, Thailandia, India, Vietnam, Laos, Myanmar e altre parti dell'Asia come erba culinaria.
Si secca bene, mantenendo un buon colore e sapore, il che lo rende prezioso nell'industria delle erbe essiccate. A volte è usato come sostituto del coriandolo, ma ha un sapore molto più forte.